# Ekathat
Phra Bat Somdet Phra Borommaracha Kasat Bowon Sucharit ((TH)  พระบาทสมเด็จพระบรมราชากษัตริย์บวรสุจริต), detto anche Somdet Phra Chao Yu Hua Phra Thi Nang Suriyat Amarin ((TH)  สมเด็จพระเจ้าอยู่หัวพระที่นั่งสุริยาสน์อมรินทร์) o, più comunemente, Somdet Phra Chao Ekathat ((TH)  สมเด็จพระเจ้าเอกทัศ) (Ayutthaya, XVIII secolo – Ayutthaya, aprile 1767), fu l'ultimo sovrano del Regno di Ayutthaya, in Siam, l'odierna Thailandia.
Fu re in due riprese: la prima dal 1º giugno del 1758 al 1760, e la seconda dal 1762 al 1767, quando il regno fu distrutto dai birmani della Dinastia Konbaung. Entrambe le volte costrinse ad abdicare il fratello minore Uthumphon, designato erede al trono dal padre che riteneva Ekathat inadatto ad assumersi la responsabilità di sovrano.

## Biografia

### Il regno di Boromakot
Il principe Ekathat era il secondogenito di Boromakot, che fu il monarca di Ayutthaya dal 1733 al 1758. Durante quegli anni il regno conobbe uno dei periodi più splendenti da quando fu creato nel 1350. Fiorirono le arti e l'economia, i fasti della corte furono decantati dai letterati dell'epoca, vennero promulgate leggi eque e ristrutturati i templi.
A questa prosperità socio economica non si accompagnò l'ammodernamento delle forze armate, i cui comandanti furono decimati nel corso di una guerra civile all'inizio del regno di Boromakot, e mai più adeguatamente rimpiazzati. Il fatto che il paese non combattesse alcuna guerra dal 1717 ed i successi ottenuti in campo socio-economico portarono all'assopimento del tradizionale spirito guerriero dei siamesi.
Nel 1740 il re nominò erede al trono il figlio maggiore Dharmmadhibet. Questi ebbe in seguito una relazione con le concubine del padre, fu scoperto nel 1756 e messo a morte insieme alle amanti. Boromakot scelse allora il terzogenito Dok Duea come successore, in quanto il secondo figlio Ekathat, che soffriva di gravi problemi psicofisici, venne giudicato inadatto come re e gli fu imposto di diventare monaco e di vivere in un monastero. In particolare, Boromakot riteneva Ekathat uno stupido senza spirito di perseveranza e che, se fosse salito al trono, avrebbe portato il regno alla rovina. Inoltre, il suo aspetto fisico portava i segni dell'infezione di lebbra che aveva contratto.

### Il primo regno di Uthumphon
Il 29 aprile del 1758 Boromakot morì e Duea venne incoronato re con il nome regale Phra Bat Somdet Phra Chao Uthumphon Mahaphon Phinit ((TH)  พระบาทสมเด็จพระอุทุมพรมหาพรพินิต), chiamato più semplicemente Uthumphon ((TH)  อุทุมพร). Subito dopo l'investitura scoprì un complotto organizzato ai suoi danni da tre dei suoi fratellastri e li fece imprigionare.
Ekathat intanto sciolse i voti, uscì dal monastero e proclamò i suoi diritti al trono in qualità di fratello maggiore. Si creò un seguito di simpatizzanti e prese ad interferire negli affari di Stato, in particolar modo si occupò dei tre fratellastri prigionieri che furono in breve torturati e uccisi. Vedendosi esautorato, Uthumphon abdicò il primo giugno, dopo un solo mese al potere, e si fece monaco nel Wat Pradusongtham, che si trova qualche chilometro a nord della città, alla condizione che sarebbe tornato sul trono una volta uscito dal monastero.

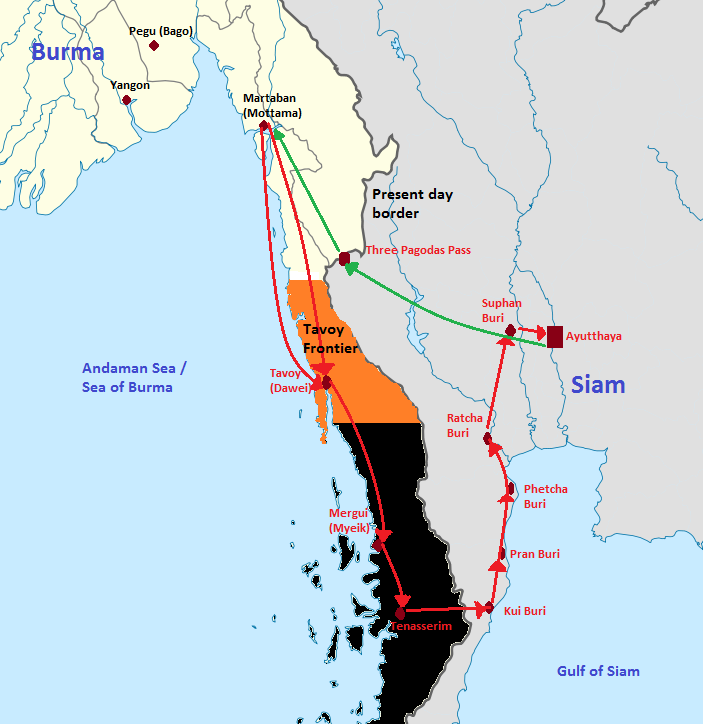
La marcia di Alaungpaya nell'invasione del 1759-1760

### Il primo regno di Ekathat
I problemi di cui Ekathat soffriva avevano fatto di lui una persona debole, insicura e negligente, inadatta a guidare il paese nelle terribili prove a cui stava per essere sottoposto. Inoltre l'inusuale presenza contemporanea di un re e di un ex re aveva creato delle fazioni contrapposte tra la nobiltà.
Durante la permanenza al wat, Uthumphon fu informato dal fratellastro Thepphiphit che questi, assieme ad alcuni nobili, stava tramando una rivolta contro Ekathat. Riuscì a dissuaderli e, dopo aver avuto garanzie che non avrebbe ucciso i cospiratori, mise al corrente del complotto lo stesso Ekathat. I nobili e Thepphiphit furono imprigionati, quest'ultimo riuscì in seguito a fuggire e a rifugiarsi in Sri Lanka.
Dopo il declino del Regno di Taungù, la Birmania si era frammentata ed era stata riunificata dal re Alaungpaya di Ava, che aveva ora ai suoi ordini un grande ed agguerrito esercito, con il quale invase nel 1759 la regione meridionale di Tenasserim, a quel tempo parte del Siam. Intraprese una marcia forzata risalendo il Siam verso nord e dopo una serie di vittorie giunse ad assediare Ayutthaya agli inizi del 1760. La corte siamese, sorpresa dal repentino attacco e contrariata dall'incapacità di Ekathat nell'affrontarlo, lo costrinse ad abdicare e richiamò Uthumphon.

### Il secondo regno di Uthumphon
Il primo attacco fu respinto, ma ad aprile arrivarono i rinforzi birmani e l'assedio riprese con maggiore intensità. Alaungpaya rimase accidentalmente ferito dallo scoppio di un cannone mentre stava tentando di bombardare il palazzo reale. Ridotto in fin di vita, l'eroe della riunificazione birmana ordinò il ritiro delle truppe e morì sulla strada del ritorno nel maggio del 1760.
Uthumphon pensava di continuare a governare e fece piazza pulita nei pubblici uffici dei corrotti funzionari legati a Ekathat sostituendoli con altri di sua fiducia, ma dopo qualche tempo Ekathat riprese a ordire intrighi ai suoi danni e, nel timore di gravi conseguenze, Uthumphon abdicò nuovamente in favore del fratello, tornando in monastero nel 1762.

### Il secondo regno di Ekathat
Appena Ekathat tornò al potere licenziò gli ufficiali fedeli a Uthumphon e fece riprendere servizio a quelli che aveva nominato durante il suo primo regno. Il crescente benessere che aveva caratterizzato il regno di Boromakot, aveva portato i nobili e la classe dirigente a permettersi lussi e privilegi che in passato erano stati appannaggi esclusivi del re. Ma se Boromakot aveva una grande personalità ed era sempre riuscito a mantenere il controllo della situazione con autorevolezza, i suoi due figli non seppero opporsi alla crescente influenza di cortigiani e nobili, che agirono sempre di più per interesse personale e crearono fazioni spesso in lotta fra di loro. Venne a mancare così quel sentimento unitario che sarebbe stato necessario per affrontare la minaccia birmana.
Negli anni che seguirono la morte di Alaungpaya, la corte di Ava fu occupata a sedare alcune ribellioni interne, ma nel 1763 riprese il suo programma espansionistico. Prima occuparono al nord Chiang Mai e tutto il Regno di Lanna dei tai yuan, che come i siamesi fanno parte dei popoli tai. Tale regno per lungo tempo era stato vassallo dei birmani, ma da alcuni anni aveva riacquistato l'indipendenza. Le truppe di Ava si spinsero poi in Laos dove sottomisero il Regno di Luang Prabang. A cavallo tra il 1763 ed il 1764, occuparono nuovamente il Tenasserim, che i siamesi si erano ripresi dopo la morte di Alaungpaya, e ricominciarono la marcia verso nord.
Fu in questo periodo che si mise in luce il giovane generale Taksin, la cui armata respinse i birmani a Phetchaburi, 250 chilometri a sud di Ayutthaya. Questa vittoria concesse ad Ayutthaya un anno di pace, ma nel 1765 i birmani attaccarono direttamente Ayutthaya, che Taksin difese valorosamente guadagnandosi il titolo di Phraya Vajiraprakarn di Kamphaeng Phet.

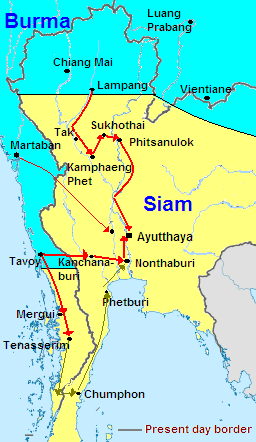
Il percorso delle 4 armate birmane nella marcia su Ayutthaya tra il 1765 ed il 1767

I birmani di re Hsinbyushin ripresero subito l'offensiva. Dispiegarono 4 armate, una che partì a nord da Lampang, in territorio Lanna, che a quel tempo faceva parte della Birmania, una partì da Martaban ed entrò nel Siam dalla frontiera a nord-ovest, le altre due partirono da Tavoy: una penetrò da ovest e l'ultima invase il sud del paese per poi risalire verso nord. Dopo aver superato le disorganizzate forze siamesi su tutti i fronti, le quattro armate birmane, nel gennaio del 1766, si unirono attorno ad Ayutthaya e, forti di 50.000 soldati ben addestrati, la cinsero d'assedio. Taksin fu nuovamente chiamato a difendere la capitale. Uthumphon, a cui fu nuovamente offerto il trono, questa volta rifiutò e continuò la vita monastica, spostandosi in un wat all'interno delle mura della città, visto lo scempio che i birmani stavano facendo nei territori conquistati.

### La caduta di Ayutthaya e la morte
L'assedio dei birmani del nuovo re Hsinbyushin durò 14 mesi. Ekathat volle comandare la difesa della città rivelandosi un incapace e in svariate circostanze ostacolò le iniziative dei suoi generali. Taksin con un manipolo di soldati riuscì a rompere l'assedio e a catturare il campo birmano, dalla città non giunsero i necessari rinforzi e i birmani riuscirono a respingere il contrattacco. Questo ed altri episodi simili frustrarono gli sforzi di Taksin, che nel gennaio del 1767 lasciò Ayutthaya al suo destino e si rifugiò nell'est del paese ad organizzare un proprio esercito.
L'assedio si concluse con la caduta della capitale il 7 aprile del 1767. Ebbe così fine il regno di Ayutthaya, fondato nel 1350. Quando i birmani entrarono in città si lasciarono andare ad ogni sorta di barbarie, trucidando donne e bambini, razziando tutto quanto era possibile e radendo al suolo l'intera città. Gli annali di Ayutthaya, i manoscritti contenenti le antiche leggi ed i testi sacri furono portati via o dati alle fiamme. Incendiarono e distrussero tutti gli edifici e deportarono ad Ava come schiavi un numero di siamesi che viene stimato tra i 30.000 e i 200.000, di cui circa 2.000 appartenenti alla famiglia reale. Re Ekathat, che per tutto l'arco della guerra si era distinto per la sua inettitudine, trovò la morte mentre tentava la fuga.

## Conseguenze
Uthumphon fu prelevato dal wat e deportato insieme a molti cortigiani ad Ava. Ayutthaya fu abbandonata ed invasa dalla giungla, solo molti anni dopo sarebbe stata rifondata ed è oggi una cittadina che nel 2006 ospitava circa 55.000 abitanti.
Il paese si spaccò in sei parti controllate da locali signori della guerra. Uno di questi era Taksin, che si era rifugiato nella zona costiera ad est dell'odierna Bangkok, assumendone il controllo. Passò alcuni mesi ad organizzarsi poi affrontò e sconfisse i birmani, spostò la capitale alcuni chilometri più a sud, a Thonburi, dove fondò l'omonimo regno. Nel giro di pochi anni sarebbe riuscito a riunificare l'intero Siam. Dopo la cacciata dei birmani, Taksin recuperò la salma di Ekathat ed organizzò un solenne funerale di Stato.